# Dakasz
Dakasz (arab. دقاش, Daqāš; fr. Degache) – miejscowość i saharyjska oaza, w środkowo-zachodniej Tunezji, w gubernatorstwie Tauzar, pomiędzy szottami – Szatt al-Gharsa i Wielkim Szottem, ok. 8 km na wschód od miasta Tauzar, przy północnym wjeździe na 60 km groblę dzielącą Wielki Szott.
Miejscowość znana była już za czasów starożytnego Rzymu, a potem została zamieszkana przez Berberów.
Dakasz był miejscem kręcenia filmów Gwiezdne wojny i Angielski pacjent.
W okolicy znajduje się  grobowiec marabuta Sidi Bu Hallal, usytuowany w kanionie.
Przez miasto prowadzi linia kolejowa z Tauzaru do Kafsy i droga nr 3 od przejścia granicznego z Algierią – ok. 60 km na południowy zachód.